# Adriana Boerescu
Adriana Boerescu (n. 21 decembrie 1961, București) este o pictoriță română contemporană.

## Date biografice
După absolvirea liceului de arta N.Tonitza, în 1983, Adriana Boerescu se înscrie la Institutul de Arte Plastice „Nicolae Grigorescu” din București, Secția Pictură, terminându-și studiile în 1987. Profesori Marius Cilievici, Theodor Dan. În 1991 devine membră a Uniunii Artiștilor Plastici din România iar în 1998 membră a Asociației Internaționale a Artiștilor Plastici - A.I.A.P.
Adriana Boerescu s-a specializat în picturi cu subiecte religioase, în special de icoane.
Începând din 1987 își expune lucrările la expozițiile municipale și naționale organizate la București. În anii următori, participă cu lucrări la diferite expoziții de grup, printre care:
- Galeria Etienne de Causans, Paris, 1993
- Galeria Atelier H, Hastenslov, Suedia, 1996
- Galeria Forums, Norderstadt, Germania, 1996
- Galeria Tylosands Auktion Hus, Tylosand, Suedia, 1997
- World Trade Center, New York; 1997
- Institutul Roman, Roma, 1999

Expoziții personale: 1994, 2002 - Galeria Orizont, București; 1995, 2001 - World Trade Center, București; 1996 - Rydobruk, Suedia; 1997 - Casa Americii Latine, București; 1998 - Institutul Francez, București; 2000 - Forum der Technik, Deutsches Museum, Audi Center și Gallery K im Maxforum din München; 2002 - Galeria Cupola Iași; Investa, München; 2003 - Galeria Petro-Peru, Lima; 2004 - Galeria Artis, București; Institutul Cultural Roman, Viena.

## Distincții
Adriana Boerescu a fost distinsă cu diferite premii și distincții naționale și internaționale, printre care:
- Cântarea României
- Bursa Fundației "Fraților Bucovineni Sarghie" (1987)
- bursa U.A.P.R. (1988)
- premiul 'Theodor Aman' al Primăriei Municipiului București; (1988)
- Premiul pentru creație în pictura religioasă al UAP România (2004)
- Bursa Guvernului Italian pentru schimburi culturale europene (2005)